# 케이시 빅스

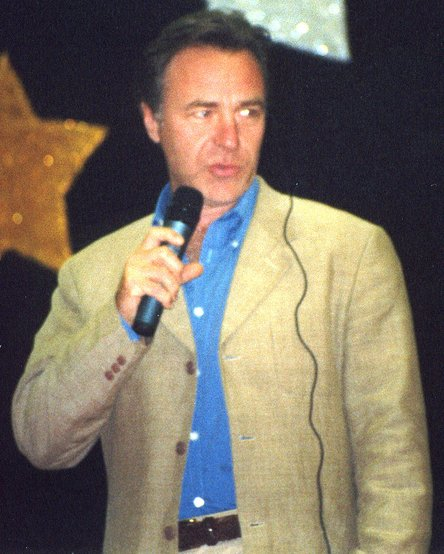

케이시 빅스(Casey Biggs, 1955년 4월 4일 ~ )는 미국의 배우이다.
털리도에서 태어났다.

## 영화
- 드래곤플라이 (2002년)
- 저스트 애스크 마이 칠드런 (2001년)
- 써스픽션 (2000년)
- H20 바이러스 (1998, Thirst)
- 라스트 찬스 디텍티브 - 이스케이프 프럼 파이어 레이크 (1996년)
- 브로큰 애로우 (1996년)
- 육체의 행로 (1995년)
- 라스트 찬스 디텍티브 - 미스테리 라이츠 오브 나바조 메사 (1994년)
- 여자의 용기 (1994년)
- 펠리칸 브리프 (1993년)
- 벤의 비밀 (1990년)